# Cadillac Provoq
De Cadillac Provoq is een conceptauto van het Amerikaanse merk Cadillac. De auto werd voor het eerst getoond tijdens de North American International Auto Show van 2008. De auto is een grote SUV die vooral opvalt vanwege het feit dat hij niet rijdt op benzine of diesel maar op waterstof.

## Motor
De motor is een zogenaamd E-Flex model en beschikt over een waterstofcel. Daarnaast bevinden zich in de auto lithium-ion accu's die de auto ook aan kunnen drijven. De waterstofcel zorgt voor een maximaal bereik van 483km op 1 volle tank. Eveneens is de auto op het dak voorzien van zonnecellen om de accessoires van stroom te voorzien. De tank voor de opslag van het waterstof is onder de bagageruimte geplaatst en de elektromotor bevindt zich in het midden van het chassis. De motor is in staat de auto in 8,5 seconde naar de 100km/h te brengen.

## Productie
Het is nog niet duidelijk of de Provoq in productie zal worden genomen aangezien het nog niet mogelijk is om in het dagelijks verkeer op waterstof te rijden. Naar verwachting zal eventuele productie pas na 2010 gaan plaatsvinden.